# 四女神Online Cyber Dimension Neptune
《四女神Online 网络次元海王星》為Idea Factory和Compile Heart，Tamsoft於2017年2月19日所開發的PlayStation 4用動作角色扮演遊戲。人物設計及原畫继续由由插畫家Tsunako擔任。是为海王星系列的外传。

## 故事劇情
多次拯救了游汐葉界危機的女神妮普禔努、諾娃、布蘭、貝兒，被某款網絡遊戲的 Beta 測試選中，其名為「四女神ONLINE」。遊戲舞台為綠樹藍海環繞、世界樹高聳入雲的幻想世界「阿爾斯加魯德」，在遊戲中遇見了守護精靈「布凱」，並且得知該世界遭到了魔王的威脅。帶著各種的心願、女神們開始了冒險之旅…

## 登場人物

### 主題曲
片頭曲

作詞、作曲：志倉千代丸，編曲：悠木真一，主唱：Erabareshi
片尾曲

作詞、主唱：Fuki，作曲、編曲：y0c1e

## 外部連結
- 官方网站：日本、欧美
- Steam商店页面（页面存档备份，存于）